# Roswell: The Aliens Attack
Roswell: The Aliens Attack är en TV-film från 1999 producerad av UPN.

## Handling
Handlingen kretsar kring två utomjordingar som kommer till Roswell, New Mexico 1947 på uppdrag att spränga jorden.

## Om filmen
Filmen spelades in i Winnipeg, Manitoba, Kanada.

## Medverkande (i urval)
- John Dearman - Steven Flynn
- Katie Harras - Kate Greenhouse
- Eve Flowers - Heather Hanson
- Capt. Philips - Brent Staits
- Col. Woodburn - Sean McCann
- Sam Harras - Ben Baxter